# Bagnolet
Bagnolet è un comune francese di 34 167 abitanti situato nel dipartimento della Senna-Saint-Denis nella regione dell'Île-de-France.

## Società

### Evoluzione demografica
Abitanti censiti

## Amministrazione

### Gemellaggi
- Sesto Fiorentino
- Oranienburg
- Chatila
- Akbou
- Massala
- Le Robert

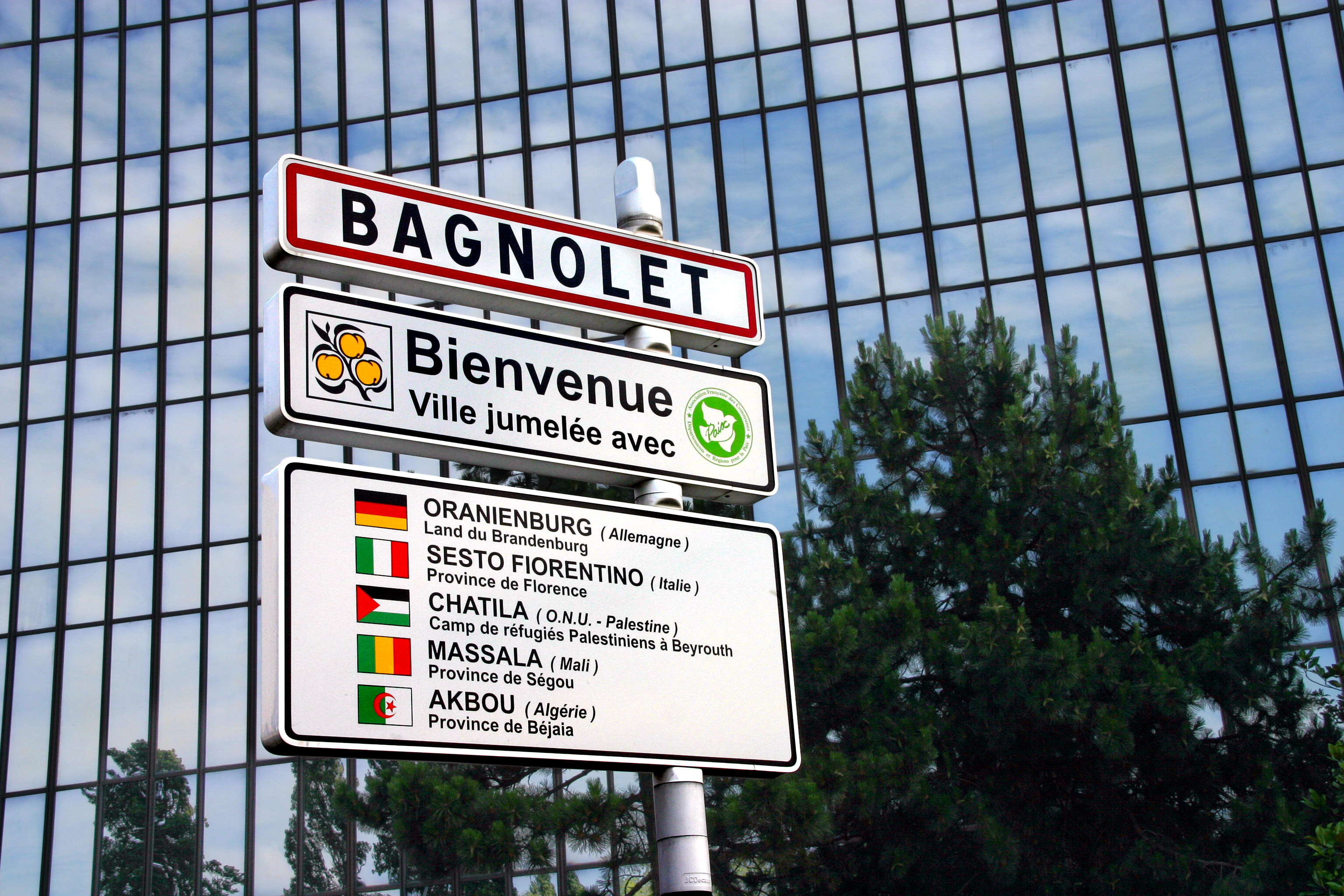
Gemellaggi della città di Bagnolet